# Cryptozoo
Pour plus de détails, voir Fiche technique et Distribution.
Cryptozoo est un film d'animation américain réalisé par Dash Shaw, sorti en 2021.

## Fiche technique
Sauf indication contraire ou complémentaire, les informations mentionnées dans cette section peuvent être confirmées par la base de données IMDb.
- Titre : Cryptozoo
- Réalisation : Dash Shaw
- Scénario : Dash Shaw
- Montage : Lance Edmands et Alex Abrahams
- Musique : John Carroll Kirby
- Production : Tyler Davidson, Kyle Martin, Jane Samborski et Bill Way
- Société de production : Fit Via Vi Film Productions et Washington Square Films
- Société de distribution : Magnolia Pictures (Etats-Unis)
- Budget : 125
- Pays d'origine :  États-Unis
- Langue originale : anglais
- Genre : animation
- Durée : 95 minutes
- Dates de sortie :
  - États-Unis : 20 août 2021

## Distribution
- Lake Bell : Lauren Gray
- Michael Cera : Matthew
- Angelikí Papoúlia : Phoebe
- Zoe Kazan : Magdalene
- Peter Stormare : Gustav
- Grace Zabriskie : Joan, la propriétaire de Cryptozoo
- Louisa Krause : Amber
- Emily Davis : Pliny
- Irene Muscara : Giulia
- Thomas Jay Ryan : Nicholas

## Récompenses
- Festival du film de Sundance 2021 : Innovator Award[1]
- FanTasia 2021 : prix du meilleur film d'animation[2]

## Accueil critique
The Hollywood Reporter décrit le film comme « plus ambitieux dans ses thèmes et plus recherché visuellement, ses images kaléidoscopiques servant une histoire consacrée à l'affrontement entre un idéalisme né de la contre-culture et le complexe militaro-industriel ».
Pour The New York Times « ce film animé est une rêverie hallucinogène euphorique pour un public qui a mûri ».
Pour IndieWire, c'est une « œuvre visionnaire audacieuse, une symphonie encombrée de dessins à la ligne imprévisible, de couleurs psychédéliques, qui recycle une foule de clichés du genre ».
Variety présente le film comme une « aventure illustrée magnifiquement psychédélique ».
Pour The Guardian, cette « animation sous acide sur des créatures magiques déchire ».